# ルートヴィヒ・アンドレアス・フォイエルバッハ
ルートヴィヒ・アンドレアス・フォイエルバッハ（Ludwig Andreas Feuerbach, 1804年7月28日 - 1872年9月13日）は、ドイツの哲学者。青年ヘーゲル派の代表的な存在である。刑法学者のアンゼルム・フォイエルバッハの四男。
ゲオルク・ヴィルヘルム・フリードリヒ・ヘーゲルの哲学から出発し、のちに決別。唯物論的な立場から、特に当時のキリスト教に対して激しい批判を行った。また現世的な幸福を説くその思想は、カール・マルクスやフリードリヒ・エンゲルスらに多大な影響を与えた。

## 生涯
現在のバイエルン州ランツフートに生まれる。1823年にハイデルベルク大学、翌年にはベルリン大学にて神学を学ぶ。ベルリン大学でヘーゲルの講義を聴き、影響を受ける。その後も哲学の研究に勤しむとともに、エアランゲン大学にて生理学をはじめとする自然科学にも親しむ。1828年にはエアランゲン大学にて「統一的・普遍的・無限的理性について」で博士号を取得、翌年より同大学で私講師を勤める。
しかし、1830年に匿名で出版した『死および不死についての考察』が、伝統的なキリスト教の批判をした部分が問題となり、これが原因で失職。以後は著述家として生計を立てる。1837年に陶磁器工場を経営する女性と結婚。工場経営にも生活の糧を求めた。
1839年には青年ヘーゲル派の機関誌『ハレ年報』において、『ヘーゲル哲学批判のために』を発表。1841年には主著『キリスト教の本質』を刊行。たちまち、青年ヘーゲル派の人をはじめ、多くの若年の学者に歓迎される一方で、保守的な学者や神学者から激しい非難を受けた。
また1843年には、『哲学改革のための暫定的テーゼ』『将来の哲学の根本命題』を刊行。人間主義的唯物論の代表的な存在になる。ただ、1860年に妻の経営する工場が破綻、経済事情が一気に悪化する。その後1866年には『唯心論と唯物論』を発表するが、以後は病床に就き、貧困のうちにニュルンベルク近郊のレッヒェンベルク (Rechenberg)で死去した。

## 思想
フォイエルバッハはかねてから、かつての師ヘーゲルの抽象的な精神・理念を主体として捉えて、その自己展開の過程によって歴史や自然・世界を見る考え方に疑問を抱いていた。これら抽象的な精神は元々人間の働きであるものなのに、ヘーゲル哲学では独立して考えられていると考え「人間の自己疎外」という表現で批判する。著述家になってからフォイエルバッハは、このヘーゲルの哲学批判を開始する。
1848年の3月革命には関心を示したが、基本的に生涯を通じてフォイエルバッハは、政治的・社会的な立場には関心がなかった。そのためマルクスら革命家、政治家と行動をともにすることはなかったが、マルクスらの史的唯物論への影響は大きい。その晩年には、アウグスト・ベーベルらの結成したマルクス主義政党・ドイツ社会主義労働者党に入党した。

## 主な著作
- 『ヘーゲル哲学の批判―他1篇』佐野文夫訳、岩波文庫、1933年。
- 『キリスト教の本質』上巻・下巻、船山信一訳、岩波文庫、1965年。
- 『将来の哲学の根本命題――他二篇』松村一人・和田楽訳、岩波文庫、1967年。
- 『唯心論と唯物論』船山信一訳、岩波文庫、1977年。